# Воскресенська територіальна громада
Воскресенська територіальна громада — територіальна громада в Україні, у Миколаївському районі Миколаївської області. Адміністративний центр  — селище Воскресенське.
Площа громади —  км², населення —  мешканців (2018).
Утворена 04.01.2017 року шляхом об'єднання Воскресенської селищної ради та Калинівської, Пересадівської сільських рад Вітовського району. У 2020 році відбулось дооб'єднання Воскресенської територіальної громади шляхом приєднання Грейгівської та Михайло-Ларинської сільських рад Вітовського району.

## Населені пункти
До складу громади входять 9 населених пунктів — 3 селища та 6 сіл:
| Населений пункт | Населення (2024) |
| --------------- | ---------------- |
| Пересадівка     | 2874             |
| Калинівка       | 3219             |
| Воскресенське   | 4275             |
| Горохівка       | 434              |
| Михайло-Ларине  | 1773             |
| Миролюбове      | 1437             |
| Водокачка       | 283              |
| Степове         | 278              |
| Червоне         | 541              |